# قطعنامه ۲۶۷ شورای امنیت
قطعنامه ۲۶۷ شورای امنیت سازمان ملل متحد که در تاریخ ۰۳ جولای ۱۹۶۹ تصویب شد، سندی بین‌المللی دربارهٔ وضعیت خاورمیانه است. این قطعنامه طی نشست ۱٬۴۸۵ام
با ۱۵ موافق،۰ مخالف و۰ ممتنع تصویب شد.